# Yvor Winters
Arthur Yvor Winters (Chicago, 17 de octubre de 1900 – Palo Alto, California, 25 de enero de 1968) fue un poeta y crítico literario estadounidense. 
Nació en Chicago, Illinois, y estudió en la Universidad de Chicago. Su primera poesía apareció en pequeñas revistas de vanguardia, junto con las obras de autores como James Joyce y Gertrude Stein, y estaba influida por la figura del nativo americano a la vez que por el Imagismo. Su ensayo The Testament of a Stone refleja bien este periodo. A partir de 1930 vertió su estilo en moldes más clásicos, formalizando la rima y el ritmo poéticos.
Como crítico, propuso un discutible canon en el que Edith Wharton prevalecía sobre Henry James, Robert Bridges sobre T. S. Eliot, Charles Churchill sobre Alexander Pope, y Fulke Greville y George Gascoigne sobre Sir Philip Sidney y Edmund Spenser. Atacó el romanticismo americano (especialmente a Poe) e instituyó a Ralph Waldo Emerson como la vaca sagrada de la literatura de su país.
Se le asocia a veces con la corriente crítica del llamado new criticism; de Wallace Stevens afirmó que era el «maestro helado». 
En 1926, se casó con la poeta y novelista Janet Lewis, también de Chicago.
Winters editó la revista Gyroscope, con su mujer, de 1929 a 1931, y Hound & Horn de 1932 a 1934.
Se le otorgó el premio de poesía Bollingen Prize for Poetry por sus
Collected Poems.
Yvor Winters murió en Palo Alto, California, en 1968.